# Nesogoral
Nesogoral és un gènere de mamífers remugants extint, endèmic de Sardenya, que va viure al Pliocè i el Plistocè inferior. Es creu que el gènere evolucionà del Gallogoral continental, que s'hauria establert a l'illa durant la crisi de salinitat del Messinià que va dessecar gran part del mediterrani a finals del Miocé (fa entre 5,9 i 5,3 milions d'anys). Nesogoral tenia extremitats primes aptes per la carrera i no presentava nanisme insular, proves que havia de conviure amb depredadors, probablement la hiena Chasmaporthetes pomes.  S'han trobat restes de Nesogoral a distints punts de l'illa: Capo Figari (Olbia), Mandriola (Capo Mannu) i Monte Tuttavista (Orosei). Aquesta localitat ha donat nombroses i les més completes restes d'aquest animal. L'espècie tipus N. melonii es trobà a Capo Figari. Nesogoral té afinitats amb Myotragus i molt probablement comparteixen un ancestre comú proper.